# Herinneringsmedaille aan de Veldtocht van 1864 in Denemarken
ĞDe gezamenlijke Oostenrijks-Pruisische Herinneringsmedaille aan de Veldtocht van 1864 in Denemarken, (Duits: Erinnerungsmedaille an den Feldzug 1864 in Dänemark), werd op 10 november 1864 ingesteld door keizer Frans Jozef I van Oostenrijk. Hij deed dit in samenspraak met koning Wilhelm I van Pruisen die die dag een gelijkvormige Pruisische Herinneringspenning, de Oorlogsherdenkingsmunt voor 1864 instelde.
De Duitse Bond had militair ingegrepen in een hoog opgelopen conflict over de opvolging in het hertogdom Sleeswijk. De Deense koning, hertog van de beide tot de Duitse Bond behorende hertogdommen Sleeswijk en Holstein wilde Sleeswijk bij het koninkrijk Denemarken voegen. De vorsten van de Duitse Bond, Pruisen voorop, gingen niet akkoord.
In mei 1863 besloot de Deense regering de Duitse wensen naast zich neer te leggen, de Deense Rikskammer nam een wet aan die de liberale Deense Grondwet ook in Sleeswijk en Denemarken van kracht verklaarde. Arbitrage door Engeland en diplomatieke Duitse druk brachten geen resultaat en op 1 februari viel het leger van de door Oostenrijk voorgezeten Duitse Bond Denemarken binnen. Voor de 53.000 Pruisen en 20.000 Oostenrijkers was het kleine leger van Denemarken geen partij. De Oostenrijkers versloegen de Denen op 2 februari onder leiding van luitenant-veldmaarschalk Karl Wilhelm v. Gablentz in de gevechten rond Oeversee. De Pruisen onder generaal-veldmaarschalk graaf Wrangel bestormden op 18 april de sterke Deense posities op bij Sonderburg die de "Düppeler Schanzen" werden genoemd. Op zee wist Denemarken op 9 mei in een gevecht bij Helgoland de aanval van een Duits-Oostenrijkse eskader onder admiraal Wilhelm von Tegetthoff af te slaan. Dit zeegevecht was niet beslissend. De oorlog wordt de Tweede Duits-Deense Oorlog genoemd.
Op 12 mei vroegen de Denen om een wapenstilstand en op 30 oktober werd in Wenen vrede gesloten. De Deense koning verloor de hertogdommen Sleeswijk, Holstein en Lauenburg aan de Duitse Bond. De Oostenrijkers en Pruisen gingen deze gebieden samen besturen.

## De onderscheiding
De ronde medaille was uit het brons van de op de Denen veroverde kanonnen vervaardigd. Op de voorzijde staan bij de Pruisische munt de gekroonde monogrammen  W  en  FJ . Bij de Oostenrijkse munt staan de gekroonde monogrammen  FJ  en  W . De beugelkroon boven het monogram van de koning van Pruisen en de Rudolfinische keizerskroon, de "huiskroon" van de Habsburgers zijn op de medaille even groot. Dat houdt in dat de medailleur Friedrich Leisek (1839 - 1914) de enigszins op een hoge tiara lijkende rijzige Oostenrijkse kroon veel minder hoog heeft getekend. De kroon is daardoor moeilijk herkenbaar.
Op de keerzijde staat bij beide onderscheidingen de opdracht UNSERN TAPFERN KRIEGERN 1864 binnen een lauwerkrans. Op de rand staat de tekst AUS EROBERTEM GESCHUETZ gegraveerd.
Het lint is in Pruisen en Oostenrijk gelijk, Pruisen liet zoals aldaar gebruikelijk een medaille voor non-combattanten aan een lint dat het spiegelbeeld is van dat van de strijders uitreiken aan veldgeestelijken, militaire ambtenaren en artsen maar daarvan zag Oostenrijk af.